# Сельское поселение «Село Недельное»
Сельское поселение «Село Недельное» — муниципальное образование в составе Малоярославецкого района Калужской области России.
Центр — село Недельное.

## Население
| 2010 | 2012  | 2013 | 2014  | 2015 | 2016 | 2017 |
| ---- | ----- | ---- | ----- | ---- | ---- | ---- |
| 1070 | ↘1039 | ↘981 | ↘953  | ↘944 | ↘928 | ↘904 |
| 2018 | 2019  | 2020 | 2021  |      |      |      |
| ↗907 | ↗923  | ↘915 | ↗1327 |      |      |      |

## Состав
В поселение входят 21 населённое место:
| №  | Населённый пункт | Тип населённого пункта       | Население |
| -- | ---------------- | ---------------------------- | --------- |
| 1  | Недельное        | село, административный центр | ↘855      |
| 2  | Алешково         | деревня                      | →2        |
| 3  | Башмаковка       | деревня                      | →2        |
| 4  | Григорьевское    | деревня                      | ↘0        |
| 5  | Дедцево          | деревня                      | →0        |
| 6  | Дорохино         | деревня                      | ↗8        |
| 7  | Дурноклин        | деревня                      | ↘2        |
| 8  | Жилинка          | деревня                      | ↘22       |
| 9  | Казариново       | деревня                      | ↘38       |
| 10 | Киево            | деревня                      | ↗5        |
| 11 | Кудиново         | деревня                      | ↗7        |
| 12 | Мамоново         | деревня                      | →0        |
| 13 | Михалево         | деревня                      | ↘1        |
| 14 | Никольское       | дервеня                      | ↗4        |
| 15 | Поречье          | село                         | ↘107      |
| 16 | Селевакино       | деревня                      | ↗4        |
| 17 | Семендяево       | деревня                      | ↘8        |
| 18 | Семкино          | деревня                      | ↘5        |
| 19 | Чухловка         | деревня                      | ↘0        |
| 20 | Шатеево          | деревня                      | ↘0        |
| 21 | Якимовка         | деревня                      | →0        |

## Достопримечательности
На территории села Недельное находится храм Покрова Пресвятой Богородицы. Каменный храм в селе был построен в 1804 г. на средства прихожан. 4 июля 1938 г. после расстрела последнего настоятеля храма — священника Иоанна Лебедева — храм перестал действовать и начал медленно разрушаться. С января 2001 г. начато восстановление храма и уже 25 августа 2001 г. его освятил Патриарх Московский и всея Руси Алексий II.

## В массовой культуре
Село/город Недельное упоминается в романе Александра Пелевина "Покров-17".